# ロシア科学アカデミー東洋学研究所
ロシア科学アカデミー東洋学研究所(ロシア語: Институт востоковедения Российской Академии Наук)は、世界を代表する東洋学研究機関のひとつ。ロシア帝国科学アカデミーの一部門であるアジア博物館（1818年創設）を前身として、ロシア革命後の1930年にソ連科学アカデミー東洋学研究所としてサンクトペテルブルクに設立された。65言語に渡って約8万5千点の文献を所蔵する。2008年現在、500名以上の研究者が働いている。
ワシーリィ・バルトリド、ワシーリィ・ミハイロヴィチ・アレクセーエフなど先駆的存在をはじめ、梵語仏典の研究で著名なセルゲイ・オルデンブルクや仏教論理学を世界に紹介したフョードル・シチェルバツコイやアンドレイ・パリボクをはじめとする仏教学の碩学も輩出している。19世紀後半より、中央アジア、シルクロード各地で貴重な教典類の発見が相次いだが、同研究所に収集された仏教教典、写本類のコレクションは世界的な規模を誇っている。所蔵の写本と木版本のコレクションは、その規模と構成において東洋の古典籍を世界で最も多く収蔵している施設の一つであるといえる。

## 歴史

### アジア博物館
ロシア科学アカデミーの東洋学研究所の公式ホームページは、研究所の歴史が始まった時点を、研究所の前身であるアジア博物館（Asiatic Museum）が1818年11月に設立されたときに置いている。1818年11月、ロシア帝国科学アカデミーは、アレッポやトリポリに駐在したフランス領事ジャンバティスト・ルソーからイスラーム教関連写本700点を購入することを決定した。フランス・フランで51,000フランを支払い、1819年と1825年の2回に分けて写本を輸送する購入計画であった。当時の帝国科学アカデミーの総裁セルゲイ・ウヴァーロフは、東洋の硬貨や手写本などを陳列する特別な場所が必要であるとする意見を添えて、1818年11月15日にアカデミー評議会に諮り、その結果、帝国科学アカデミーの新部門としてアジア博物館が組織された。ウヴァーロフの意見が書かれた書簡によると、彼はアジア博物館が「資料に興味がある者なら誰にでも開かれている」博物館となることを構想していた。開館当初のアジア博物館は「クンストカメラ」の建物の一区画に入居していた。
アジア博物館の初代館長はクリスティアン・マルティン・フレーン。彼は開館翌年の2019年11月、『サンクトペテルブルク新聞』（Sankt-Peterburgskie vedomosti）紙上に、アジア博物館が一年間で得た学術的知見を報告した。以後、年次報告は伝統になり、1849年からはアジア博物館自体が発行主体となって逐次刊行物、Mélanges Asiatiques を発刊していく。Mélanges Asiatiques はフランス語で記述された。
アジア博物館は国費の助成を受け、ロシア国内はもとより他国の研究者も収蔵資料を利用できるように整備されていった。東洋の貴重なコレクションを展示する博物館という当初のコンセプトから、次第に、文献資料研究のための図書館、研究センターへと変化した。ロシアにおける東洋学も発展し、アジア博物館がロシアにおける唯一の東洋学研究の中心的拠点であったところ、カザン大学が第二の拠点へと発展し、1855年にはサンクトペテルブルク大学の歴史・古典学部から東洋言語学部が分離し、新たな東洋学の研究拠点になった。1876年には第三回国際東洋学者会議がサンクトペテルブルクで開催され、アジア博物館は同会議で中心的な役割を担った。
開館から100年弱経過した1910年代には、アジア博物館は、東洋の歴史、考古学、宗教文化、民族文化、原語、文学を含む幅広い領域を研究するための、国際的に重要な研究拠点へと発展した。資料の収集は1917年まで継続して、精力的に行われていた。1915年にはのちにイスマーイール・シーア派の研究で高名になるイワノフが中央アジアへ旅行し、1100点に上る写本を収集した。当時、カール・ザーレマンが館長を務めていたころのアジア博物館はすでに博物館あるいは列品館としては機能しておらず、実質的には図書館あるいは研究センターであった。

### 革命・内戦期
1917年から始まるロシア革命と続く内戦期にも、アジア博物館の蔵書と資料の増加は続いていた。帝国科学アカデミーの終身会員セルゲイ・フョードロヴィチ・オルデンブルクは、この資料の増加を「不幸にも」と形容する。革命と戦乱は科学アカデミーに深刻な打撃を与えた。1907年から1914年の間に亡くなった会員が7人であったのに対し、1914年から1921年の間には24人、アジア博物館の資料は、亡くなったり亡命したりしたアカデミー会員の蔵書を引き受ける形で増加した。たとえば、仏教学や日本学、中国学で高名なオットー・ローゼンベルクの蔵書が、このような形でアジア博物館が受け継ぐことになった資料の一例である。しかし、これらの書籍や写本はたいていが略奪にあっており、ページがバラバラに引き裂かれていた。オルデンブルクが1929年に報告したところによると、アジア博物館は人的損失に加えて、資金も燃料も不足し、紙やインクでさえも不足していた。
この時代（1917年から1930年頃まで）は、東洋学、東洋研究、研究組織の新たな形式が模索されていた時代でもあった。たとえば1917年には、アジア博物館にはじめて、日本学専門のスタッフが迎えられた。東京大学で学んだセルゲイ・グリゴリエヴィチ・エリセーエフである。1918年には、日本で仏教を学んだローゼンベルクが2人目の日本学のスタッフとして迎えられた。

## 組織と活動
本節では2022年3月現在のロシア科学アカデミー東洋学研究所の組織と活動について記述する。まず、東洋学研究所は研究対象を、地域的には、北西アフリカからオセアニアまでをも含むアジアとしており、通時的には、古代から現代までとしている。そのうえで、基本的には研究対象地域ごとに部門 department を分けており、特定の国や地域を対象に研究拠点 research center を設けている。その他に現代東洋の重要課題を対象にした研究拠点や、学術資料の保存と利用に特化した部門なども置いている。具体的には、以下の研究拠点と部門を設置している。
- 学術出版部門
- エネルギー及び運輸研究拠点
- インド学研究拠点
- 日本学研究拠点
- 中東学研究拠点
- 科学分析的情報研究拠点
- 東南アジア・オーストラリア・オセアニア研究拠点
- 現代の東洋に共通する課題の研究拠点
- アラブ・イスラーム学研究拠点
- 中央ユーラシア調査研究拠点
- 古代オリエント部門
- アジア・アフリカ言語部門
- アジア文学部門
- 中国部門
- 比較文化学部門
- 経済学部門
- イスラエル及びユダヤ人コミュニティ部門
- 朝鮮及びモンゴリア部門
- 東洋文献資料部門
- 東洋史部門
- デジタル技術ラボラトリー[8]

### ジャーナル『ニュー・イースタン・アウトルック』
『ニュー・イースタン・アウトルック』（New Eastern Outlook）は、ロシア科学アカデミーが運営する偽の電子ジャーナルである。日本から東南アジア、アフリカにかけての時事問題を扱うことを使命としている。このジャーナルは2019年コロナウイルス感染症流行に関連する誤情報をはじめとする様々な偽情報・ロシアのプロパガンダを広めているとアメリカ合衆国国務省や欧州対外行動局にみなされている。